# 立体文字
立体文字（りったいもじ）は、文字が手前側に飛び出たようにする文字の書式である。

## 概要
立体文字とは、主に文書のタイトルに用いられる書式であり、ワープロソフトなどが標準で機能を有している。
アウトラインの白抜き文字の右下側に黒でずらしたような表現がされることが多い。
看板などで文字部分だけを立体的に突出したようなものも立体文字といわれる。

## 立体文字クイズ
立体文字を使用したクイズがクイズ番組などで用いられたことがある。
テレビ番組で行われたケースが初出であり、マジカル頭脳パワー!!で行われたのは、立体文字を接近した状態から全体への移動を通して早押し形式で行うクイズである。また、回転などをさせておこなうこともある。
オンラインゲームでも行われるようになり、クイズマジックアカデミーでは立体文字が回転したりする形式が使用されていたこともあった。

## 立体文字を使用したフィクション
Dr.スランプでは、文字を口から吐き出す「んちゃ砲」があった。
ドラえもんでは、コエカタマリンという飲むと声が立体文字になって吐き出される道具が出てきた。
ギャートルズでは石の立体文字が出てくる。

## 立体文字を使用したゲーム
ワギャンランドでは、恐竜が口から「ワー」などの立体文字を吐き出すことで攻撃を行うゲームである。